# Los perros hambrientos
Los perros hambrientos es una novela del escritor peruano Ciro Alegría, publicada originalmente por la Editorial Zig-Zag en 1938. Relata el hambre, la sequía y la vida dura del campesino de la sierra norte del Perú. Es considerada como una de las obras más representativas de la novela indigenista peruana y latinoamericana en general.

## Contexto de su redacción
En 1936, Ciro Alegría se hallaba desterrado en Chile, debido a su militancia en el aprismo, partido que estaba proscrito por la dictadura de su país. Ya por entonces era conocido en el mundo literario pues un año antes había publicado su primera novela, La serpiente de oro, ganadora en 1935 de un concurso convocado por la Editorial Nascimento y auspiciada por la Sociedad de Escritores de Chile.

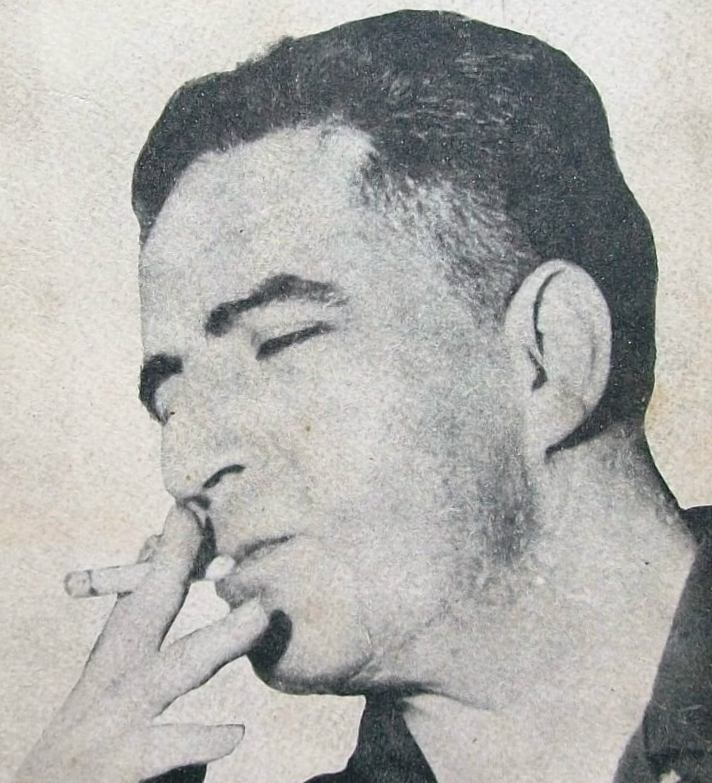
Ciro Alegría.

A fines de 1936, como consecuencia de la dura vida carcelaria que sufrió en el Perú, Ciro Alegría enfermó de tuberculosis pulmonar. Se recluyó en el sanatorio de San José de Maipo y allí estuvo dos años. Antes de darle de alta le aplicaron un neumotórax, pero una burbuja de aire inyectada en la sangre le produjo una embolia cerebral que le dejó temporalmente ciego y con medio cuerpo paralizado. Esta dificultad motriz le anuló temporalmente la capacidad de escribir.
Durante su recuperación, a manera de terapia, Alegría fue obligado a escribir para readiestrar el uso de su mano derecha. Una noche despertó sobresaltado por los ladridos de unos perros. Entonces se le vino la idea de componer una novela basándose en relatos cortos que había escrito con anterioridad, sobre la vida de unos perros en la serranía del norte peruano.
La tarea  de armar la novela le demandó un mes de labor, titulándola Los perros hambrientos. Acto seguido, la presentó al concurso de novela convocado por la Editorial Zig-Zag y auspiciada por la Sociedad de Escritores de Chile. De las 62 obras presentadas, la suya obtuvo el segundo puesto. El primer premio lo obtuvo el escritor chileno Rubén Azócar con su novela Gente en la isla. El fallo del jurado fue muy discutido; muchos consideraron que la novela del peruano debió merecer el primer puesto, e incluso hubo una propuesta de compartir el primer lugar entre los dos autores.
La obra fue publicada en agosto de 1939; tuvo después múltiples ediciones en países de habla hispana y se la tradujo a varios idiomas.

## Tema central
El tema central es la vida de los campesinos hermanada con la vida de sus perros guardianes. Otros temas son la sequía, la hambruna, el abuso de los terratenientes, la injusticia social, el bandolerismo.

## Argumento
El relato se hilvana en torno a las peripecias de una familia campesina de los Andes y sus perros que guardan sus rebaños de ovejas. Esa familia son los Robles: Simón Robles, su esposa Juana y sus hijos Timoteo, Vicenta y Antuca. Los perros se llaman Wanka, Zambo, Güeso y Pellejo.
Esa vida pastoril se ve perturbada por la llegada de la sequía y la consiguiente hambruna. Esto lleva a una dura lucha por la subsistencia, tanto de parte de humanos como de los animales. Los perros empiezan a devorar a las ovejas y eso conlleva a su expulsión de la comunidad; reunidos en jaurías, causan estragos y acaban siendo exterminados por orden del  hacendado de la región.
Los indígenas, por su parte, ruegan por comida al hacendado para el cual laboran; al serles negada esa ayuda, intentan asaltar la hacienda, siendo rechazados a balazos. Para el desalmado patrón, tanto sus peones como los perros merecían el mismo trato. Al final llegan las lluvias, se restablece la vida cotidiana y renace la esperanza en un mejor mundo.

## Escenarios

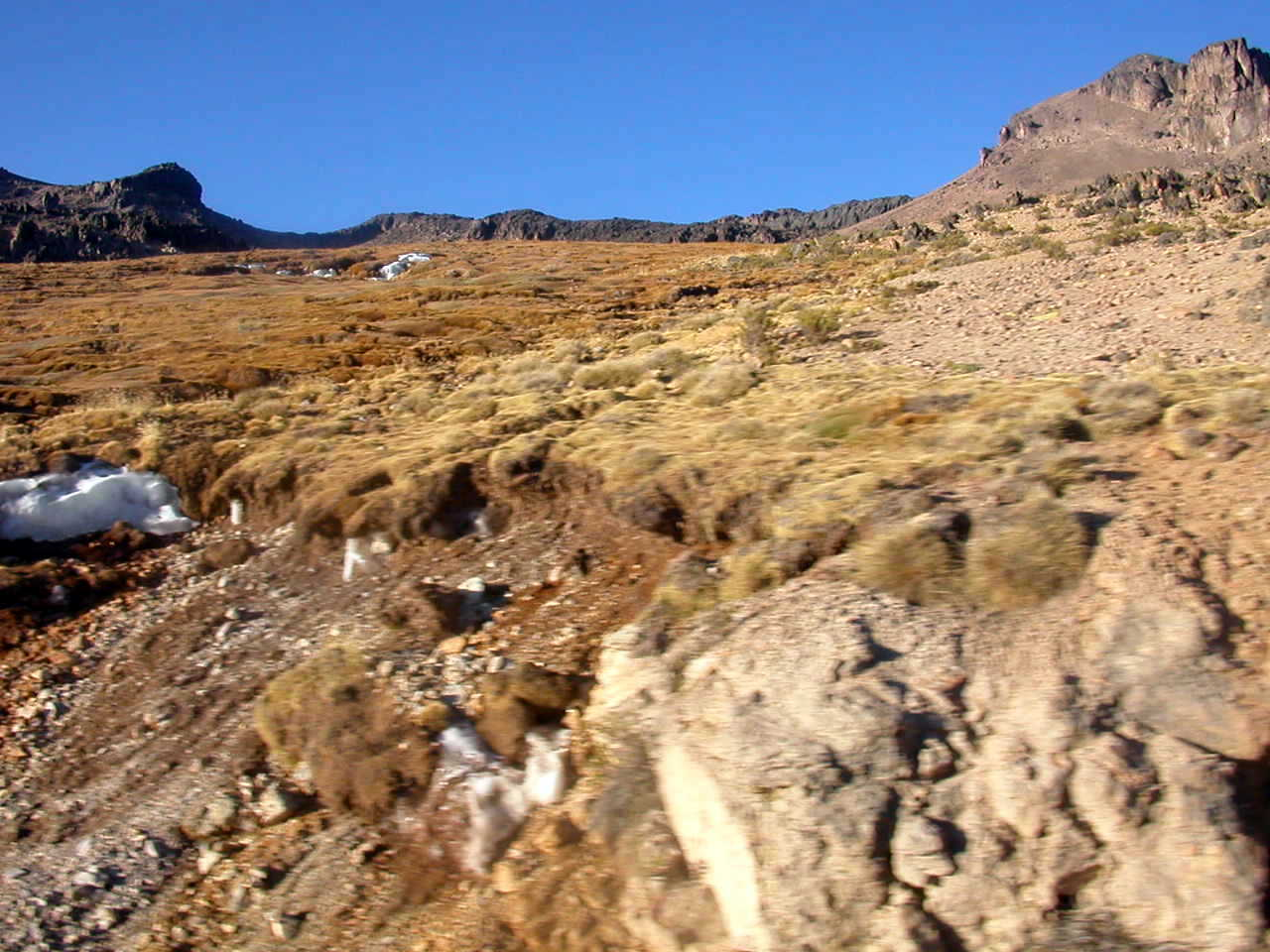
Paisaje de la puna peruana.

La historia está ambientada principalmente en la serranía del departamento de La Libertad, en la región conocida como puna, a cuatro mil metros de altitud, en una comunidad de indígenas dedicada al cultivo de la tierra y el pastoreo de ganado. Cerca de ella se extienden las inmensas propiedades de la hacienda de Páucar, donde los indígenas trabajan como peones o colonos.
Se mencionan otras comunidades de indígenas, como Huaira (comunidad desaparecida por obra de un despótico terrateniente, que se apodera de las tierras de los indios), y los pueblos lejanos de Sarún y Saucopampa (este último lugar de culto de una milagrosa Virgen del Carmen). 
Otro escenario mencionado es Cañar, en la zona de la ceja de selva, cerca al río Marañón, refugio de bandoleros dedicados al abigeato o robo de ganado.

## Época
La época en que sucede el relato son los años finales de la década de 1910 y los primeros años de la década de 1920, es decir, la época de la niñez del autor, precisamente la etapa en que este estuvo en contacto con los indígenas y cholos, que eran los peones y empleados de la hacienda de su padre, y que fueron su fuente de inspiración.
Eran los últimos años de la llamada República Aristocrática y el comienzo del Oncenio o gobierno del presidente Augusto B. Leguía, quien es mencionado en la obra aunque solo de manera tangencial. Es una época turbulenta, de protesta y conmoción social, particularmente en los Andes. Una de las rebeliones de indígenas de más repercusión de esa época fue la encabezada por Rumi Maqui, en Puno, en 1915.

## Personajes
En esta obra encontramos una gran variedad de personajes, entre humanos y perros. Un personaje importante vendría a ser el Narrador, que es un ser omnisciente que no toma parte en la obra misma y relata en tercera persona singular, pero a pesar de ello conoce cada aspecto de los personajes incluyendo los pensamientos y emociones, así como los lugares en donde se realizan las acciones.

### Los humanos
- La familia Robles, conformado por el matrimonio de Simón Robles y Juana, y sus tres menores hijos que todavía conviven con ellos: Timoteo, Vicenta y Antuca.[6]
  - Simón Robles, el jefe de la familia, gusta tocar la flauta y la caja, así como a contar cuentos y relatos que contienen enseñanzas.[6]
  - Juana, la esposa de Simón.
  - Vicenta, la hija mayor, joven y soltera.
  - Timoteo, el hijo varón de la familia, joven muy robusto y empeñoso.
  - Antuca, la hija menor, muchacha de unos 12 años, pequeña y lozana, que se dedica a pastorear el ganado.
- Pancho, pastorcillo, que suele encontrarse en el campo con Antuca, a quien le cuenta historias.
- Martina Robles, hija de Simón Robles, que vive con su esposo, Mateo Tampu, y sus dos menores hijos, el pequeño Damián y otro niño aún infante, cuyo nombre no se menciona.[18]
- Mateo Tampu, esposo de Martina Robles, es un indígena fornido y laborioso, que tiene su propia choza y su chacra. Será reclutado a la fuerza para servir en el ejército.[18]
- Damián, niño, hijo de Mateo Tampu y Martina Robles. Abandonado por su madre, morirá víctima del hambre y la sed.[18]
- Los hermanos Celedonios: Julián Celedón y Blas Celedón, célebres bandoleros dedicados al robo de ganado, muy hábiles en evadir la persecución de los gendarmes o policías. Al final serán acorralados y muertos por la autoridad.[6]
- Venancio Campos, amigo de los Celedonios y bandolero como ellos.
- Elisa, mujer joven, amante de Julián Celedón, de quien espera un hijo.
- El cholo Crisanto Julca, amigo y cómplice de los Celedonios.
- Chumpi, el alférez de gendarmes, apodado el Culebrón, empecinado en capturar a los Celedonios, que suelen escapar siempre de las batidas que organiza.[6]
- Don Fernán Frías y Cortés, subprefecto de la provincia, es un blanco costeño.
- Don Cipriano Ramírez, es el patrón u hacendado, dueño de la hacienda de Páucar, donde trabajan los indígenas de los contornos, a quienes contrata como peones. Es generoso cuando le conviene; otras veces se muestra muy despótico.[18] Tiene una esposa joven y un hijo, todavía niño, llamado Obdulio.
- Don Rómulo Méndez, empleado de la hacienda de Páucar y brazo derecho de don Cipriano.
- El indio Mashe, colono indígena, que tras ser expulsado de su tierra por un patrón abusivo, llega a la hacienda Páucar con su esposa Clotilde y sus dos hijas, en busca de un nuevo hogar.[7]
- Clotilde, esposa del indio Mashe.
- Jacinta, una de las hijas de Mashe y Clotilde, a la que Timoteo elige como pareja.

### Los perros
- Wanka, la perra pareja de Zambo y madre de muchas camadas de perros ovejeros y guardianes. Es protagonista de los episodios más conmovedores de la novela. Junto con Zambo y dos de sus hijos, Güeso y Pellejo, cuida las ovejas de los Robles. Será la única sobreviviente de la hambruna.[6]
- Zambo, hermano y pareja de Wanka, aunque no tiene un papel destacado en el relato. Muere envenenado durante la hambruna.[18]
- Güeso, hijo de Wanka y Zambo, y hermano de Pellejo. Acaba por ser secuestrado por Julián Celedonio y convertido en “perro de bandolero”. Muere tiroteado al tratar de defender a su nuevo amo acorralado por los gendarmes o policías.[18] Es la figura novelesca mejor trazada.[10]
- Pellejo, hijo de Wanka y Zambo, y hermano de Güeso, muere envenenado durante la hambruna.[18]
- Mañu, hijo de Wanka y Zambo, es llevado al hogar de Mateo Tampu donde el pequeño Damián lo acoge como a un “hermano”. Fallece víctima del hambre.[6]
- Chutín, otro hijo de Wanka y Zambo, es un perrillo adoptado como mascota por el niño Obdulio.
- Güenamigo, el perro de los Celedonios, que hace amistad con Güeso; ambos se dedican a arrear las reses que sus amos roban.
- Tinto, el perro guardián del hogar de los Robles, que sucumbe bajo los dientes del feroz Raffles, el perro de don Cipriano.[10]
- Shapra, el perro que reemplaza a Tinto como guardián de la casa de los Robles. Muere de un disparo cuando intenta ingresar a la plantación de don Cipriano.
- Raffles, el perro del hacendado don Cipriano, enorme y feroz.
- Rayo, perro que muere aplastado en una trampa al ingresar al maizal de don Cipriano
- Manolia, perro que muere tiroteado al intentar ingresar a la plantación de don Cipriano.

## Resumen por capítulos
La novela se divide en diecinueve capítulos de variable extensión, numerados con dígitos romanos. A continuación un resumen de la obra por capítulos.

### I. Perros tras el ganado

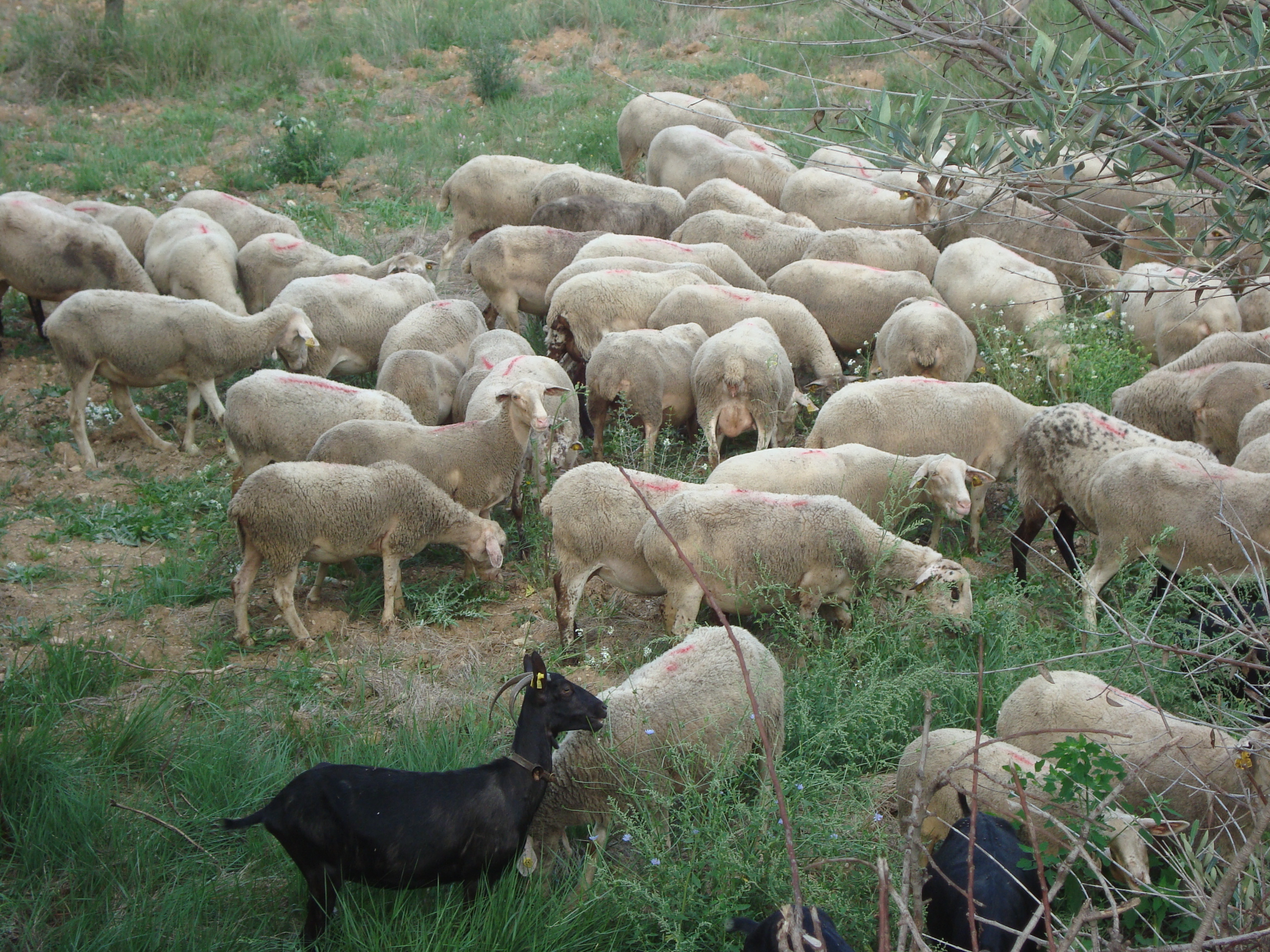
Rebaño de ovejas.

El relato empieza con una brevísima descripción del rebaño de ovejas conducido por Antuca, una chica de doce años, que es ayudada en esa labor por perros pastores. El rebaño lo conforman cien pares de ovejas sin contar los corderos. Los perros ovejeros se llaman Zambo, Wanka, Güeso y Pellejo.
Antuca se encuentra a veces con Pancho, otro pastorcito de su misma edad, que con su antara toca un yaraví muy triste, denominado el Manchaypuito. Pancho cuenta a Antuca que el yaraví trata de la desgracia de un sacerdote que se enamora de una muchacha del pueblo, la cual fallece. El cura enloquece entonces y se lleva consigo el cadáver de su amada, dedicándose día y noche a tocar una flauta, hecha de uno de los huesos de la difunta. Antuca se siente feliz con la compañía de Pancho, mientras que él se regocija contemplándola. Entrada la noche, Antuca regresa a su casa con el rebaño, donde le esperan Simón Robles, su padre; Juana, su madre; Timoteo y Vicenta, sus hermanos; y Shapra, el perro guardián de la casa.

### II. Historias de perros
Los perros Wanka y Zambo provenían de una localidad cercana, de una prestigiada cría de perros ovejeros de un tal Roberto Poma. Desde cachorros fueron criados en el rebaño y amamantados por las ovejas; de esa manera se acostumbraron tempranamente con el ganado. A Zambo le pusieron ese nombre por ser de color oscuro; en cambio, se ignoraba la razón por la que Simón Robles le puso el nombre de Wanka a la perra. Los Wancas eran un antiguo pueblo guerrero e indomable de la sierra central peruana; tal vez la alusión sería a que Simón esperaba a que la perra fuera la madre de una raza fuerte y tenaz. En efecto, la perra se convirtió en madre de muchas camadas, cuyos miembros fueron repartidos entre los habitantes del pueblo y de otros lugares. 
Simón ofrecía a los cachorros ya sea como perros cuidadores de ovejas o como guardianes de casa. Muchos de ellos ganaron fama. Güendiente, el perro del repuntero Manuel Ríos, que manejaba excepcionalmente a las vacas; Máuser, el perro de Gilberto Morán, que muere en una explosión de dinamita, durante una obra vial; Tinto, el perro guardián de la casa de los Robles, que es muerto por el feroz Raffles, el enorme perro de Cipriano Ramírez, el hacendado de Páucar, siendo reemplazado por el ya mencionado Shapra como guardián del hogar. Quien de alguna manera venga a Tinto es Chutín, otro hijo de Wanka y Zambo, el cual fue regalado al niño Obdulio, hijo del hacendado Cipriano, quien termina aceptándolo ante la insistencia del niño de tener un perrito de compañía. Chutín se ganó la preferencia de todos en la casa hacienda, desplazando así al feroz Raffles. 
Cuando el rebaño de Simón Robles aumenta y se necesita más ayuda en el pastoreo, los Robles deciden quedarse con dos perros de la siguiente parición de Wanka. Estos son bautizados con los nombres de Güeso y Pellejo, debido a una historia que Simón narra sobre una viejita que tenía dos perros con ese nombre: una madrugada, la viejita nota de casualidad de que un ladrón está escondido bajo su cama; entonces, empieza a quejarse diciendo “estoy hecha puro hueso y pellejo”, llamando así disimuladamente a sus perros, los cuales irrumpen y dan cuenta del ladrón. Timoteo objeta la historia haciendo notar que cómo podía ser que unos perros guardianes no se dieran cuenta de la entrada de un ladrón en casa y que necesiten que su dueña los llame. Y tampoco tendría sentido que la vieja los dejara afuera, cuando de noche deberían estar dentro de la casa. Al darse cuenta de que su historia no es coherente, Simón Robles se limita a sentenciar: “cuento es cuento”.

### III. Peripecia de Mañu
Mateo Tampu era un joven y robusto campesino indígena, muy laborioso, casado con Martina Robles, una de las hijas de Simón Robles. Tenía su propia choza y su chacra, que empezaba a prosperar. Se percata entonces de la necesidad de contar con un perro pastor para su rebaño de ovejas, por lo que solicita a su suegro que le obsequie un cachorrillo. Simón le entrega un perrito de la última camada de Wanka. Mateo retorna a su casa y a su encuentro le sale Damián, su pequeño hijo, que en su media lengua llama al perrito Mañu, en vez de decir “hermano”. Ese será desde entonces el nombre de la mascota.
Todo prosperaba en la familia y Martina dio luz a otro niño. Pero un día, mientras Mateo trabajaba en su chacra, aparecen dos gendarmes o policías, quienes le piden su libreta de conscripción militar. Como no la tenía, Mateo trata de huir, pero los gendarmes lo atrapan y se lo llevan violentamente, a pesar de las súplicas de Martina. Esta queda sumida en la más profunda tristeza; sin embargo, guarda la esperanza de que su esposo retorne, sin entender de qué se trataba eso de “servir en el ejército”. Esperanza que los demás no comparten, pues los indios levados para el ejército no solían regresar.

### IV. El puma de sombra
Los perros ladran de noche porque sienten la presencia de un enemigo furtivo, que podría ser un puma o un zorro. Los hombres se alertan, sueltan a los perros y salen a rondar. Luego esperan el retorno de los perros. Simón aprovecha para contarles una historia, sobre un puma de sombra. Les relata que estando solo en el Paraíso, Adán le pide a Dios que no exista la noche y que sea siempre de día, pues tenía miedo a la oscuridad. Entonces Dios le hace ver una visión: un puma enorme se acerca bramando y corriendo. Adán se espanta, pero cuando ya veía al puma encima de él, este se desvanece: se trataba solo una sombra. Dios le explica entonces que así es la noche, pura sombra. Luego Adán le pide a Dios que le de una pareja para no sentirse solo. Dios crea entonces a la mujer. De modo que la mujer surgió por el miedo del hombre a la noche. Así termina su relato Simón. Los perros regresan fatigados; aparentemente solo se trataba de un puma de sombra, como el de la historia de Simón.

### V. Güeso cambia de dueño
Un día Vicenta pide permiso para acompañar a su hermana Antuca en el pastoreo, pues quería ir al campo a buscar una planta tintórea. Cumplido su objetivo, Vicenta se despide de su hermana. De pronto aparecen dos jinetes con aire amenazante. Vicenta se esconde detrás de una roca y reconoce a los visitantes: son los cholos Julián y Blas Celedón, hermanos bandoleros, muy temidos en la región. Vicenta recuerda que años atrás, había bailado con Julián en una fiesta pero su padre se había opuesto al cortejo pues el cholo gozaba ya de muy mala fama. 
Julián atrapa a Güeso con un lazo y decide llevárselo, pues necesitaba un perro conductor de ganado robado, considerando ideal para ese oficio a un miembro de la afamada cría de perros pastores de los Robles. Wanka y los otros perros de Antuca ladran a los intrusos y a su encuentro les sale Güenamigo, el perro de los bandoleros, pero Julián lo detiene para evitar una pelea desigual. Wanka espera solo la orden de su ama para lanzarse contra los ladrones, pero Blas apunta su carabina amenazando con disparar, por lo que Antuca se apresura a apartar a Wanca y a sus otros perros. Al enterarse de que eran los famosos “Celedonios”, Antuca queda helada de la impresión. Suplica llorando por Güeso, pero los bandoleros la amenazan y se llevan al perro arrastrándolo por el camino. No bien se alejan, la Vicenta sale de su escondite y se va a consolar a su hermana, que no cesa de llorar.

### VI. Perro de bandolero

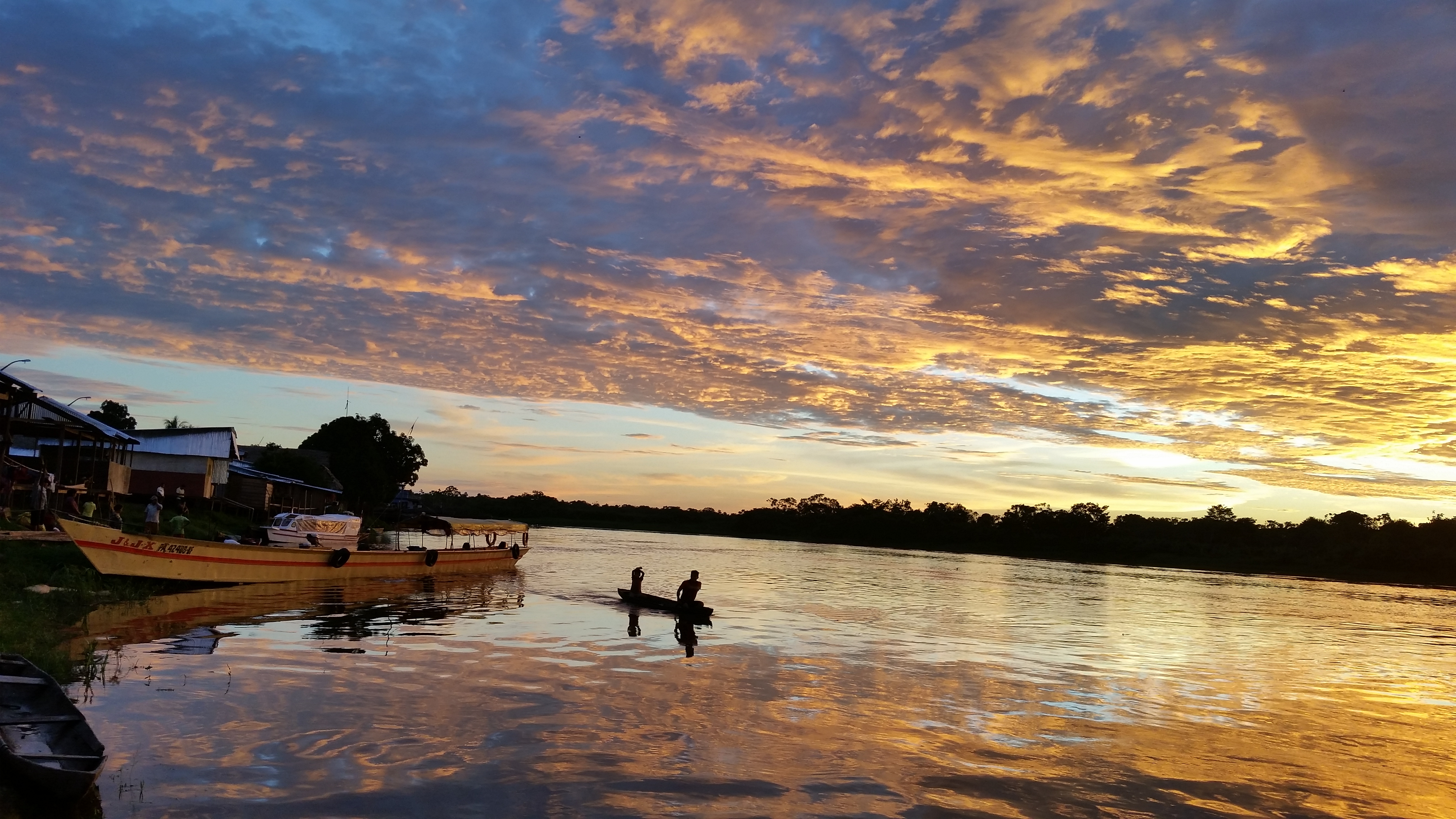
El río Marañón, en cuya orilla se halla Cañar, el refugio de los Celedonios.

Güeso se rehúsa a seguir a los Celedonios, por lo que es azotado y luego marcado con hierro candente. Muy adolorido, no le queda sino seguir a los bandoleros para no recibir mayores tormentos. Luego de un largo recorrido los bandoleros llegan a una cabaña, donde son recibidos por una pareja de esposos llamados Martín y Pascuala. Allí se alimentan y se disponen a dormir, dejando a Güeso atado a una viga con una soga. El perro intenta escapar, royendo la soga. Ya estaba a punto de romper la última hebra cuando es descubierto por Julián, quien lo ata con una soga de cerda, imposible de roer. Güeso pierde entonces toda esperanza de poder huir.
Muy de mañana parten los Celedonios y llegan a Cañar, un valle profundo lleno de monte tupido, escondite ideal de forajidos, a cuyo lado corre el río Marañón. Después de cierto tiempo, Güeso se acostumbra con sus nuevos dueños y termina por encariñarse con Julián, quien lo suelta y lo junta con Güenaamigo para que se adiestre a ser perro abigeo o conductor de reses robadas.
Un día Güeso ve de lejos a Antuca y a su rebaño; parece recordarlos, pero luego de un rato de observarlos, corre alegre hacia Julián, decidiendo así su destino, el ser un “perro de bandolero”. El amor de Julián es Elisa, bella joven del pueblo de Sarún, a quien embaraza. Su peor enemigo es Chumpi, apodado el Culebrón, un alférez de gendarmes, el cual trata de atraparlo aunque sin éxito, pues tal era la habilidad de evasión de Julián. El Güeso y el Güenamigo se convierten en aliados valiosos de los Celedonios ya que con sus ladridos avisan de la presencia de los gendarmes.

### VII. El consejo del rey Salomón
En aquel año no hubo buenas cosechas. Las lluvias escasearon y las mieses de la mayoría de las chacras no culminaron su desarrollo. Los alimentos empezaron a escasear. Los Robles se enteran de que las chacras de Martina se han perdido y que para colmo, esta recibe la visita de su cuñada, que se había peleado con su marido. Esto le da motivo a Simón para contar la historia de un hombre que no era feliz debido a que su esposa siempre le causaba problemas y lo comparaba con su anterior marido, diciendo que este había sido mejor. El hombre, desesperado, visita al rey Salomón, el cual le aconseja que observara lo que hacía un arriero con su burro en un cruce de caminos, y que hiciera lo mismo. El hombre observa que el arriero, cada vez que su burro quería ir en la dirección contraria a la que él quería, le sonaba las orejas con un palo; el animal le obedecía entonces. El hombre regresa entonces a su casa, y cuando su esposa le sale a su encuentro con su perorata de siempre, coge un palo y le da duro, tal como el arriero al burro. La mujer le suplica entonces a su esposo que ya no la pegue; desde entonces no volvió a molestarlo.  Así termina su relato Simón, que Timoteo aprueba, mientras que sus hermanas ríen; solo Juana, la madre, se disgusta, porque se sentía aludida.

### VIII. Una chacra de maíz

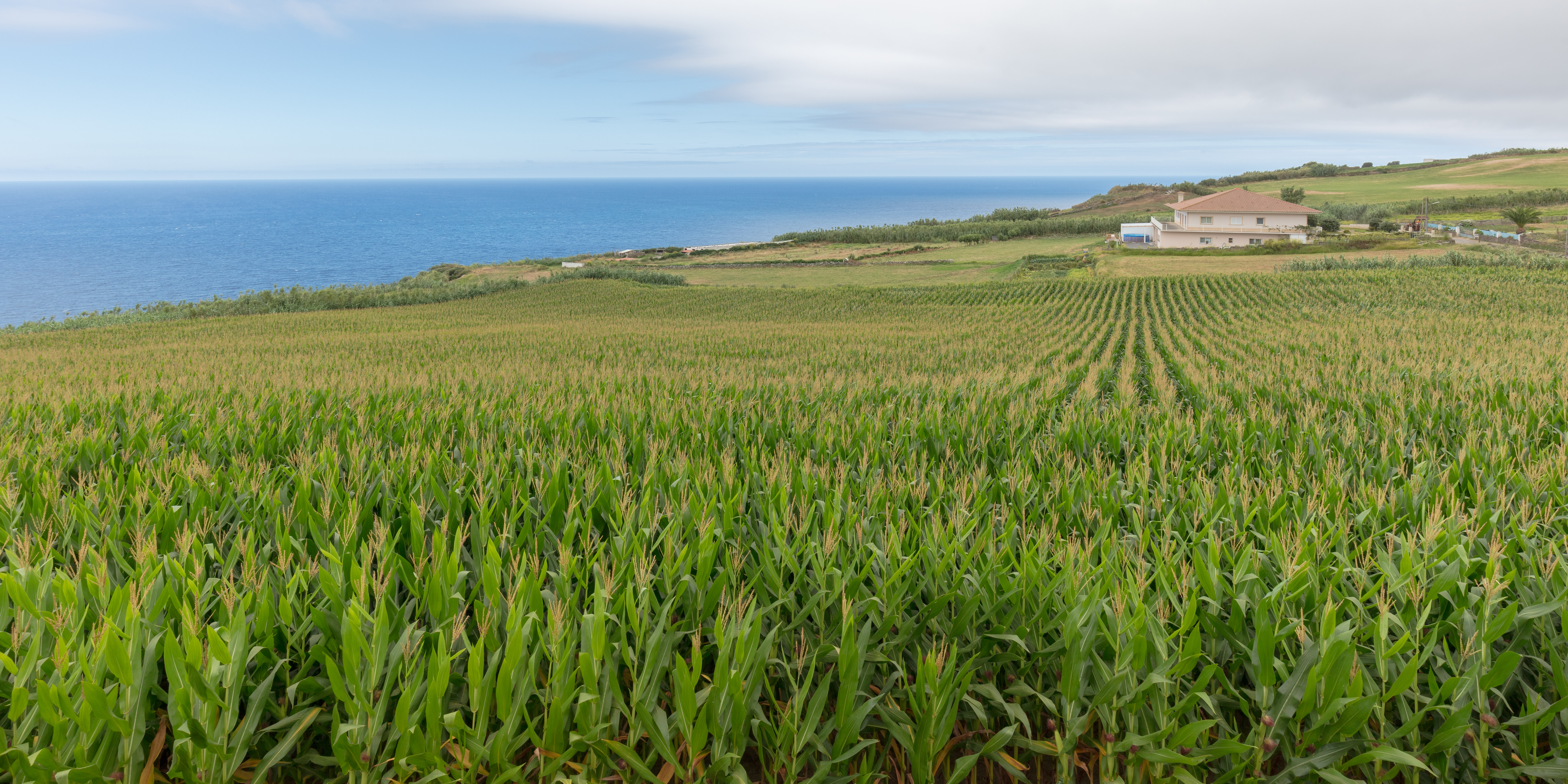
Un maizal.

La sequía afecta también a los perros, cuyas raciones se reducen drásticamente. Ellos empiezan entonces a merodear por los campos en busca de alimento. Un lugar atrayente era la hacienda de Páucar, propiedad de don Cipriano. Esta contaba con una represa que almacenaba el agua de una quebrada, de modo que en torno a ella verdecían los alfalfares y germinaban los maizales, contrastando así con la desolación del contorno.
A una de esas chacras de maíz ingresan los perros Manolia y Rayo, seguidos por Shapra y Wanka, para devorar los choclos aún tiernos. De lejos, son observados por Zambo y Pellejo, que los imitan. Rómulo Méndez, el empleado de la hacienda, decide poner fin a esos estragos. Coloca una trampa mortal, donde al día siguiente cae Rayo, aplastado por una piedra enorme. Los demás perros, impactados, huyen, pero Shapra y Manolia caen muertos bajo las balas de los guardianes. Los perros sobrevivientes no volvieron más a la chacra de maíz. 

### IX. Las papayas
Don Fernán Frías, el subprefecto de la provincia, recién llegado de la costa, encomienda una misión al alférez Chumpi, apodado el Culebrón: capturar a los Celedonios, vivos o muertos. Chumpi recibe el apoyo de los hacendados, y para atraer a los bandidos, ordena arrear unas vacas a Cañar, refugio de los Celedonios. Estos se hallan confiados, pues creían que los guardias no se atreverían a buscarles en su mismo refugio.
A Cañar llega el cholo Crisanto Julca, quien avisa a los Celedonios de la presencia cercana de una vacada de la que podían echar mano fácilmente. Sin recelar la trampa, todos ellos se duermen esa misma noche, planeando ir al día siguiente a arrear dichas reses. Se despiertan en la madrugada con los ladridos de los perros. Se dan cuenta de que los gendarmes se habían desplegado muy cerca. Tratan de huir por una quebrada, pero notan que han sido rodeados. En la balacera mueren Crisanto y el perro Güenamigo. 

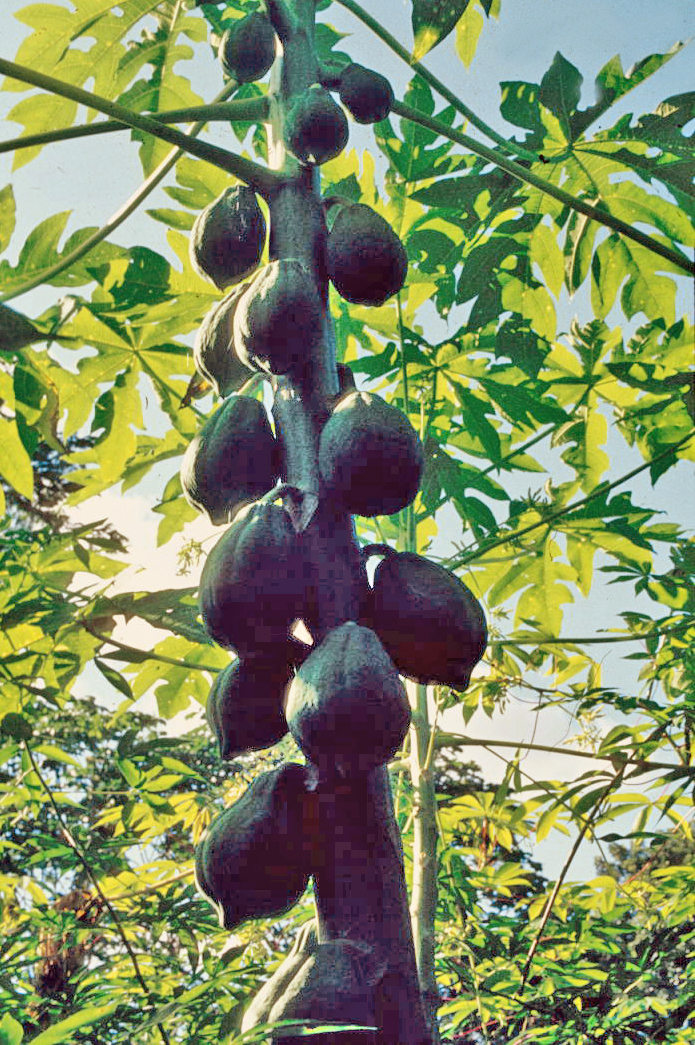
Árbol del papayo y sus frutos

Los hermanos Celedonios, junto con el fiel Güeso, se ocultan en una cueva, situada en lo alto de un precipicio. Allí resisten varios días, sin comida ni agua. Un gendarme, cansado de esperar, se acerca a la cueva dispuesto a acabar con los Celedonios, pero estos lo matan a balazos, despeñándose el cadáver hasta quedar irreconocible. Una esperanza renace en los Celedonios cuando ven asomar de lejos a su amigo, Venancio Campos, junto con otro compañero. Pero estos no se atreven a enfrentar a los gendarmes, superiores en número, y se retiran. Pasan los días y a los mismos sitiadores se les agotan las provisiones. Ya no hay ni frutas silvestres, a excepción de unas cuantas papayas que recién pintaban de maduras. Los gendarmes simulan entonces retirarse, pero antes, el Culebrón envenena las papayas, inyectándolas con un tósigo por medio de una jeringuilla. 
Los hermanos caen en el engaño. Bajan de su escondite confiados, y sacian la sed con el agua de un arroyo. Al ver las papayas, se  apresuran a derribarlas y las devoran ávidamente. Blas siente primero los estragos del veneno, luego Julián. Caen ambos al suelo, retorciéndose de dolor, y entonces llega el Culebrón y los remata a tiros. Güeso, que trata de defender a Julián, es también baleado. Los cadáveres de los bandidos son llevados al pueblo donde se les toma fotografías para su difusión a nivel nacional, quedando muy complacido el Culebrón por su “hazaña”.

### X. La nueva siembra

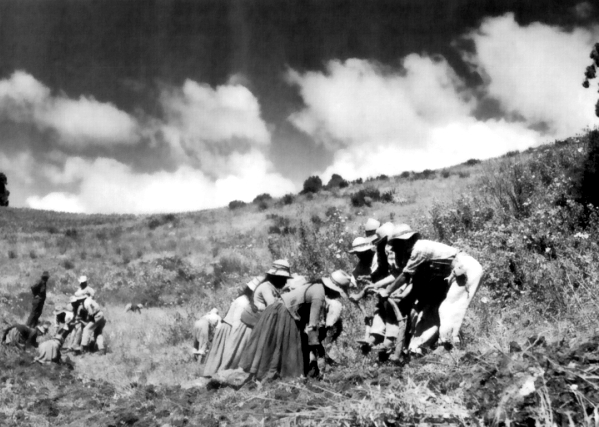
Faena agrícola en la sierra peruana.

Luego de un año malo para las cosechas, las nuevas lluvias parecen anunciar una naciente época de fecundidad del suelo. Don Cipriano, junto con sus empleados y peones, ara y siembra los campos, ayudado por las yuntas de bueyes. Los granos de trigo y cebada son depositados en los surcos. Junto con su mayordomo Rómulo Méndez, Cipriano es el último en abandonar las labores. Regresan ambos a la casa-hacienda donde les espera la comida lista. Esa noche llueve, por lo que se presiente que la siembra dará buena cosecha.

### XI. Un pequeño lugar en el mundo
El título de este capítulo era originalmente “El mundo es ancho y ajeno”, pero luego Ciro Alegría lo cambió y lo reservó para la gran novela que escribió años después.
Las lluvias solo duraron una semana; luego la sequía continuó. El indio Mashe y unos cincuenta paisanos suyos, expulsados de sus tierras de Huaira por el terrateniente Juvencio Rosas, llegan hasta la hacienda de Páucar y ruegan al hacendado Cipriano Ramírez para que los reciba. Cipriano los acoge en calidad de trabajadores para las futuras siembras, dándoles permiso para que se asienten en sus tierras, así como provisiones mientras dure la sequía.
Mashe, quien tiene una esposa, Clotilde, y dos hijas solteras, es recibido temporalmente por la familia Robles, mientras busca “un pequeño lugar en el mundo” donde vivir. Timoteo observa detenidamente a una de las hijas de Mashe, llamada Jacinta. Pero la época es tan mala, que no se puede estar pensando en buscar pareja.

### XII. “Virgen Santísima, socórrenos”
La gente de los Andes es muy devota de los santos, cada uno de los cuales tiene la virtud de conceder favores específicos. La favorecedora de las lluvias es la Virgen del Carmen del pueblo de Saucopampa. La gente decide sacarla en procesión. Los Robles se unen al cortejo. Simón recordaba una anécdota del pueblo de Pallar, cuando la imagen de la Virgen que cargaban los fieles cayó sobre las rocas, destrozándose completamente; la gente, mientras tanto, seguía cantando el tradicional himno: «Eso se merece nuestra Señora, eso y mucho más, nuestra Señora». Pero Simón esta vez no se atreve a contar la historia; los ánimos no están ya para esos deleites. Su mujer y sus hijos iban tras él, en silencio. Timoteo deseaba con ardor que se acabara la sequía para poder sembrar y a la vez tomar como mujer a Jacinta.

### XIII. Voces y gestos de sequía
Pasaron varios días desde la procesión y seguía sin llover. Las sementeras ya habían muerto pero los campesinos seguían esperando la lluvia. Esta llega al fin pero solo dura algunos días. La sequía continúa. Un cielo azul sin nubes, alumbrado por un sol ardiente cubre todo el horizonte. Wanka pare pero sus cachorros son arrojados a una poza. Aunque parezca una decisión muy cruel, era la única manera de evitar que sufrieran más por el hambre.

### XIV. “Velay el hambre, animalitos”

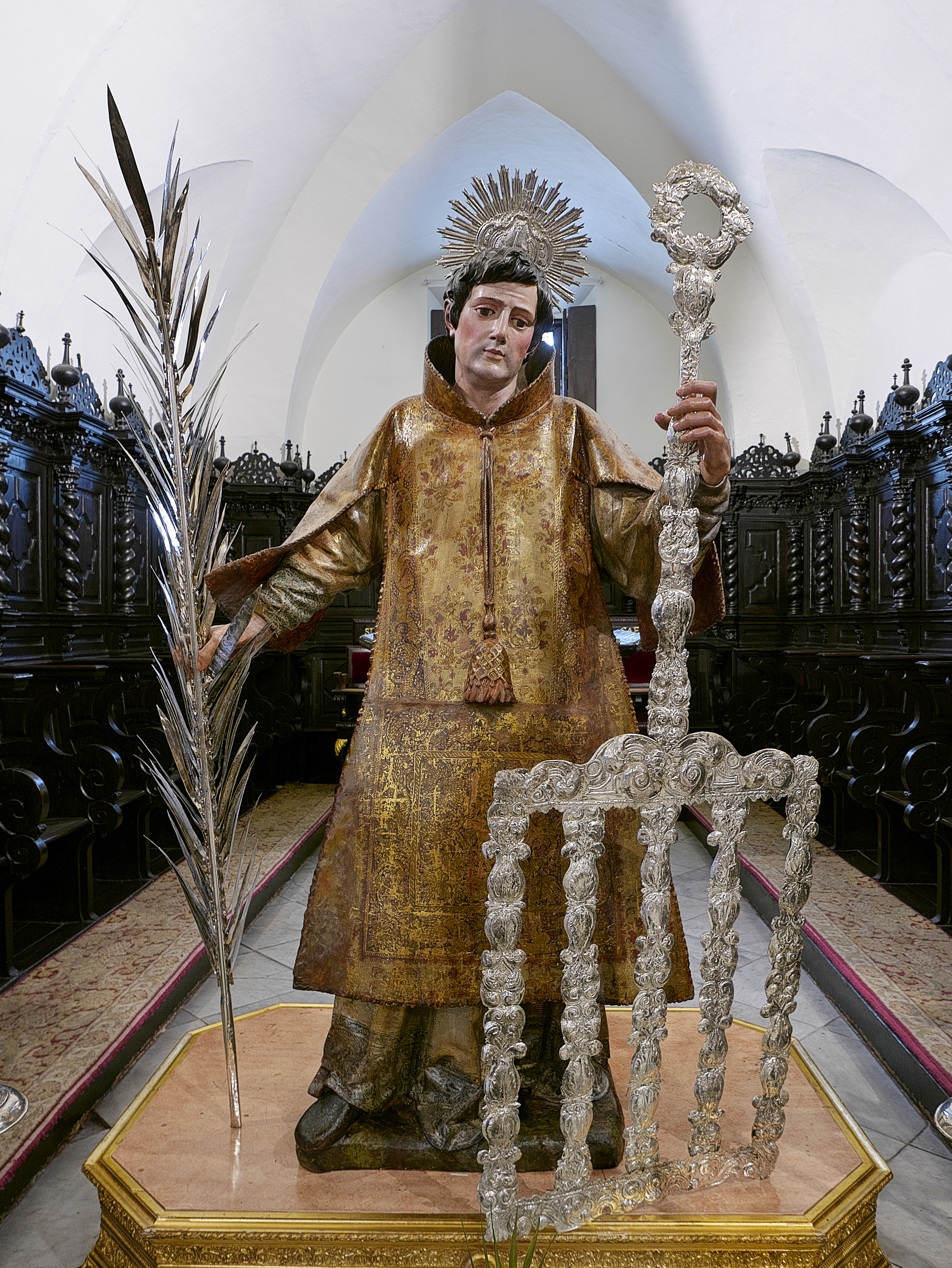
Imagen de San Lorenzo, en Sevilla.

El ganado, al carecer de alimento, es dejado suelto en los campos, donde apenas pueden aliviar el hambre con paja seca, chamiza e ichu reseco. Uno tras otro los animales son sacrificados y comidos por los campesinos. Los más afectados son los perros: muy flacos, deambulan por el pueblo en busca de sustento que casi nunca encuentran.
Una vez Juana, la esposa de Simón, regresa indignada a su bohío luego de visitar la capilla de San Lorenzo, en Páucar: habían robado el manojo de espigas que cada año se ofrendaba al santo. Lo considera un acto de impiedad muy grave. Antuca sigue yendo a pastear a las ovejas junto con sus perros, pero ya no era como antes. Ella misma había enflaquecido y para su desazón, tampoco se encontraba con Pancho. Viendo el paisaje tan desolador y a sus animales raquíticos, dice melancólicamente: «Velay (he aquí) el hambre, animalitos».

### XV. Una expulsión y otras penalidades
Antuca descubre a Wanka, Zambo y Pellejo devorando a una oveja. Grita a los perros tratando de alejarlos, pero estos le ladran amenazadoramente. Antuca, llorando, regresa a su casa y cuenta lo sucedido. Los perros regresan al hogar de los Robles pero son expulsados a golpes de garrotes y alejados a hondazos. Se convierten entonces en perros vagabundos, sumándose al resto de jaurías. 
Por su parte, el indio Mashe levanta su choza cerca a un alisar, en la pequeña parcela que le concediera el hacendado Cipriano. Pero pronto se le acaba la comida. Su hija Jacinta sale entonces a buscar algo. Regresa con los restos de la oveja que los perros habían devorado. Mashe y toda la familia se alegran y preparan la comida con esos deshechos, que para ellos es un banquete.

### XVI. Esperando, siempre esperando
Martina, que no perdía la esperanza de que su esposo Mateo volviera, decide ir a Sarún, donde vivían sus suegros, pues su cuñada le había contado que allí abundaba comida. Lleva a su menor hijo, todavía bebé, pero deja en la casa a su hijo mayor, Damián, niño de nueve años, acompañado solo por el perro Mañu. Martina promete a Damián que volverá pronto y le deja una modesta ración de trigo, advirtiéndole que en caso de que ella demorara y se acabara la comida, llamara a la vecina, doña Candelaria, para que le ayudara a matar la única oveja que quedaba. Y que si tardaba más, que fuera donde su abuelo Simón, que vivía en una distancia no muy lejana. Damián y Mañu pasan los días cuidando a la oveja y comiendo trigo tostado.
Cuando se les acaba la comida, Damián llama a gritos a Candelaria, pero esta no responde. Una noche, Damián se despierta al oír ruidos en el redil y descubre que se han robado a la oveja. Mañu había intentado impedirlo, pero recibió de parte del ladrón un garrotazo que lo descalabró por un momento. Tras unos días soportando el hambre, Damián se encamina a la casa de su abuelo, pero agotado por el calor, cae en el camino. Un cóndor planea encima, tratando de acercarse al cuerpo. El perro Mañu defiende tenazmente a su amo, que acaba por morir de hambre y sed, pero al menos evita que el cuerpo sea rapiñado por el ave. Rómulo, que pasaba por allí, recoge el cadáver del niño y lo lleva a la casa de Simón, quien de inmediato lo entierra en el cementerio. Al día siguiente, Simón va a la casa de Martina y la encuentra vacía y desolada. Sabe que su hija se ha marchado para siempre.

### XVII. El Mashe, la Jacinta, Mañu
El hambre redobla. El indio Mashe tiene la suerte de encontrar una gruesa culebra que lleva a su casa, la asa y la comparte con su familia. Pero un día, Mashe cae enfermo y queda postrado en cama. De otro lado, el perro Mañu se suma a la labor de pastoreo del rebaño de ovejas de los Robles, pero al no recibir ninguna ración de comida, se marcha y se reúne con los perros vagabundos. Mashe agoniza en su lecho, y antes de morir, le confiesa a su mujer que él fue quien robó el manojo de espigas de la capilla de San Lorenzo.
Jacinta, la hija de Mashe, al quedar desamparada, se sienta en el camino cerca de la casa de los Robles, esperando que Timoteo la vea. En efecto, Timoteo la ve y la lleva a su casa. Simón no se opone, con lo que tácitamente admite a Jacinta en su familia.

### XVIII. Los perros hambrientos

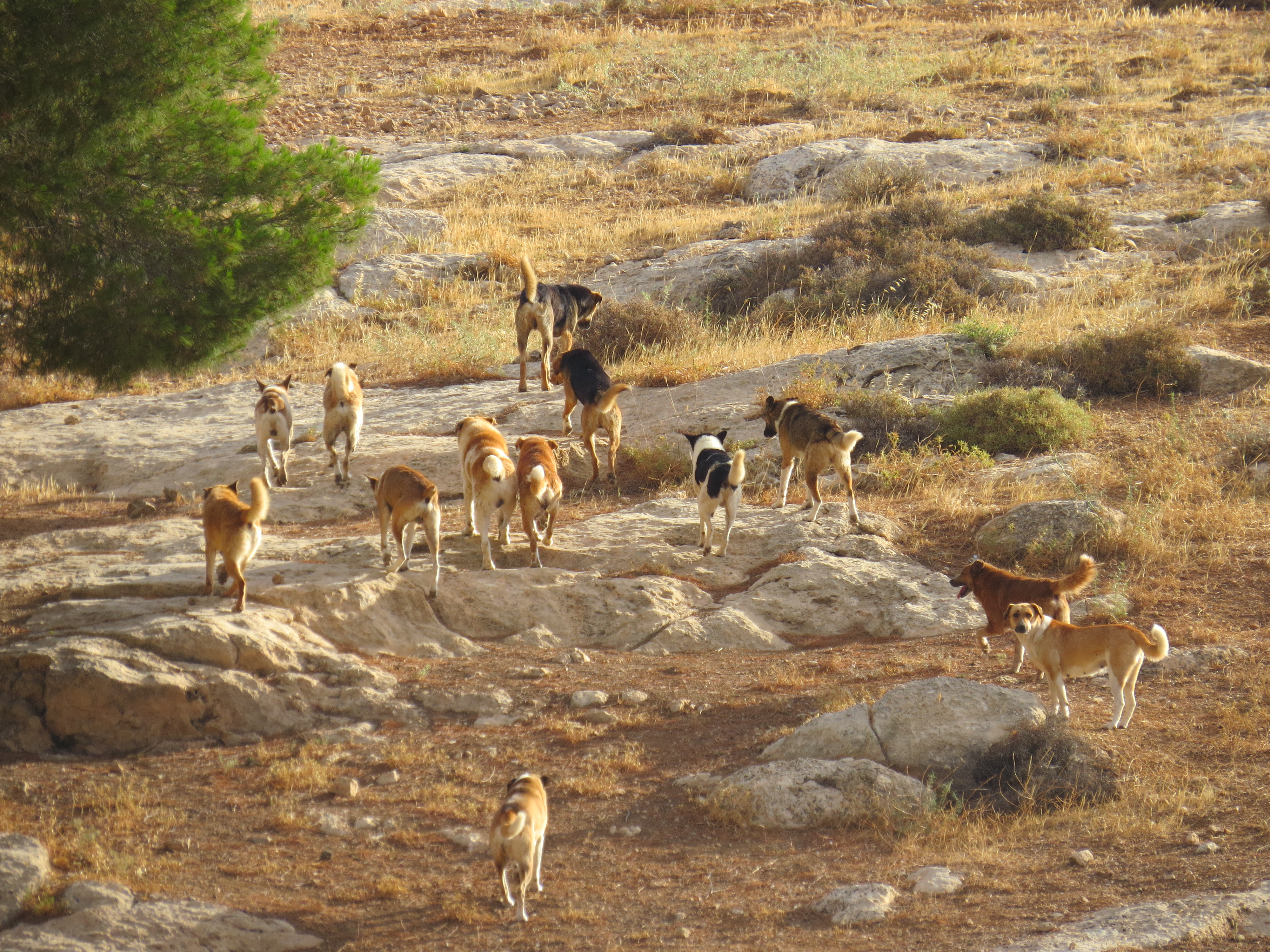
Perros salvajes en el campo.

Las jaurías de perros hambrientos deambulan por todos lados, buscando el sustento. Un día Antuca va al campo y encuentra al perro Mañu recostado y en plena agonía. La escena es conmovedora. Los perros callejeros llegan a merodear la casa del hacendado Cipriano y algunos sucumben bajo las fauces de los perros grandes de la hacienda. Estos son encerrados para evitar dichos encuentros, pues también sufrían de heridas en las peleas. Zambo husmea la basura en busca de comida, pero las personas ya no botan ni las cáscaras de los alimentos. Pellejo se acerca a la vivienda de una señora, llamada Chabela, al recordar que antaño le había dado de comer, pero esta vez, ella lo expulsa cruelmente, hiriéndole con un tizón ardiente.
Los perros hambrientos llegan a invadir el comedor de Cipriano, asustando a su familia. Son expulsados a patadas y garrotazos. Para terminar con el problema, Cipriano ordena colocar pedazos de carne envenenada alrededor de la casa. Muchos perros comen el fatal bocado, entre ellos Zambo, cuyo cuerpo es devorado por Pellejo, el cual muere igualmente víctima del veneno. Con la extinción de los perros, los zorros y pumas aprovechan para atacar al ganado, por lo que los campesinos deben hacer guardia de noche, imitando incluso el ladrido de los perros.
Agobiados por tantas penurias, indios y cholos se reúnen frente a la casa hacienda de Cipriano, rogándole que les diera comida, mientras esperaban la llegada de las lluvias para iniciar las labores. Pero Cipriano se niega, aduciendo que ya no tenía más grano para repartir. Simón Robles, a nombre de todos, le replica entonces, reprochándole de que alimentara a su ganado con cebada, como si un animal valiera más que una persona. Y suplica que no los deje en desamparo, como si se trataran de simples “perros hambrientos”, ya que era con el esfuerzo de sus peones que se mantenía su hacienda. La gente espera una respuesta condescendiente de parte Cipriano, pero ello no ocurre. El hacendado les responde que él es el dueño de las tierras, y que si daba trabajo a los peones, no era por sus “lindas caras”, es decir, no lo hacía por ser muy bueno, sino buscando un beneficio. Luego reingresa a su hogar, no sin antes proferir amenazas contra la gente. La masa de hombres, enfurecida, intenta forzar la puerta de la casa. Se arma un alboroto. Se escuchan disparos. Tres indios caen muertos; los demás huyen. Los tiradores son los empleados del hacendado; incluso al pequeño Obdulio, el hijo de Cipriano, porta un arma que su padre le ha enseñado a usar. La sequía se prolonga por algunos meses más.

### XIX. La lluvia güena
Llega noviembre. El cielo se cubre de nubes densas. Y las primeras gotas de lluvia levantan polvo. Es, indudablemente, el fin de la sequía. El júbilo estalla entre los hombres y animales. Una tarde Simón Robles miraba desde el corredor y una sombra le hizo volver hacia otro lado. Era la perra Wanka, escuálida, quien retornaba para ocupar su puesto de guarda de ovejas, de las que solo quedaban dos pares. Simón la llama y la perra se acerca a restregarse cariñosamente a su amo. Conmovido, Simón la acaricia y le habla con ternura, llorando de emoción. «Y para Wanka las lágrimas y la voz y las palmadas del Simón eran también buenas como la lluvia».

## Análisis temático
El autor desarrolla la historia paralela de unos campesinos indígenas de la sierra norte del Perú y de sus perros pastores, que deben enfrentar los efectos de una prolongada sequía de dos años de duración, que trae consigo una severa escasez de alimentos.
Se desata entonces todo el drama de la subsistencia. Se representa la desesperada solidaridad campesina pero también al desalmado hacendado que dispara a los indígenas que le vienen a suplicar comida en la puerta de su casa.
También los perros trastocan el orden establecido, pues al verse privados de alimentos, ya no respetan el vínculo que les une a sus dueños y empiezan a devorar a las ovejas. Los campesinos expulsan a los perros y estos forman jaurías que asolan los alrededores. Finalmente serán exterminados por orden del hacendado, cuyas propiedades habían empezado a invadir. 
El paralelismo es notorio: a vista del despiadado patrón, los “perros hambrientos” son indistintamente tanto los campesinos como los animales. Finalmente, llegan las lluvias, con lo que se cierra un ciclo y comienza otro.
El crítico Antonio Cornejo Polar dice que, pese a todo ese escenario de sufrimiento e injusticia, queda en pie «una imagen globalmente positiva del hombre, la sociedad y la cultura indígenas. Al contrario de lo que sucede en otras novelas indigenistas, aquí la miseria no conduce al aniquilamiento de la condición humana del indio, sino, al contrario, pone de manifiesto su honda e imperturbable dignidad.»

## Análisis estilístico
Según Antonio Cornejo, «Alegría despliega una admirable capacidad descriptiva, de tonalidad fuertemente lírica, y prefiere organizar el suceso mediante la adición de relatos breves, en cierto sentido independientes, que hacen pensar en su origen cuentístico». Agrega que el tono lírico y la estructura fragmentada del relato parecen remitir a las formas con que el mundo andino ha plasmado siempre sus expresiones literarias.
El relato adquiere un tono poético cuando Alegría canta la naturaleza peruana, la estrecha comunión existente entre la tierra y el indígena, y la protesta que el autor invoca en nombre de este desposeído que guarda siempre la esperanza de vivir en un mundo mejor.

## Versión cinematográfica
Una adaptación cinematográfica de la novela fue realizada bajo la dirección de Luis Figueroa Yábar. Estrenada en diciembre de 1977, la película recibió el Premio Especial del Jurado en el Festival de Cine Latinoamericano de Biarritz de 1979.